# Gustav III. Švedski
Gustav III. je bil od leta 1771 do njegovega umora leta 1792 kralj Švedske, * 24. januar (13. januar) 1746, Stockholm, Švedska, † 29. marec 1792, Stockholm, Švedska
Bil je najstarejši sin švedskega kralja Adolfa Friderika in kraljice Luize Ulrike, sestre pruskega kralja Friderika Velikega, in bratranec ruske carice Katarine Velike. 
Gustav je bil glasen nasprotnik vsega, kar je imel za zlorabo političnih privilegijev, ki jih je prigrabilo plemstvo po smrti kralja Karla XII. V državnem udaru 19. avgusta 1772, imenovanem švedska revolucija, je končal obdobje svobode in začel kampanjo za ponovno uvedbo avtokracije, ki se je končala z Zakonom o združitvi in varnosti leta 1789. Z Zakonom je Riksdagu (parlament) odvzel večino pooblastil iz obdobja svobode, istočasno pa je vlado odprl za vse državljane, s čimer je zlomil privilegije plemstva.
Gustav je kot razsvetljen despot veliko javnih sredstev namenil za kulturo, kar je izzvalo veliko kritik, pa tudi za vojsko, da bi z rusko pomočjo priključil Norveško. Večkrat je poskušal ponovno osvojiti švedske baltske posesti, izgubljene med veliko severno vojno in neuspelo vojno z Rusijo. Uspešno je vodil bitko pri Svensksundu in preprečil popoln vojaški poraz in hkrati nakazal, da se bo švedska vojska morda opomogla.
Oboževal je Voltaireja, legaliziral katolištvo in judovstvo, uvedel obsežne gospodarske in socialne reforme in v veliki meri omejil mučenje in smrtne kazni. Zelo hvaljen Zakon o svobodi tiska iz leta 1766 so močno okrnile spremembe iz leta  1774 in 1792, ki so dejansko uničile neodvisne medije.
Po francoski revoluciji leta 1789 je Gustav nadaljeval zavezništvo s francoskim monarhom Ludvikom XVI., mu pomagal zatirati revolucijo in ga poskušal ponovno privesti na francoski prestol. Kralju je ponudil pomoč švedske vojske pod svojim poveljstvom. 
Leta 1792 je bil med poskusom aristokratsko-parlamentarnega državnega udara smrtno ranjen s strelom v spodnji del hrbta, vendar je uspel prevzeti poveljstvo in zatreti vstajo. Trinajst dni kasneje je podlegel sepsi. Gustavova ogromna moč je do polnoletnosti njegovega  sina in naslednika Gustava IV. Adolfa  leta 1796 prešla na regenta, kraljevega brata princa Karla, in Gustava Adolfa Reuterholma. Gustavska avtokracija se je ohranila do leta 1809, ko je sin izvedel nov državni udar, s katerim predladujočo politično moč v državi dobil parlament.
Gustav III. je kot poktrovitelj umetnosti in književnosti ustanovil Švedsko akademijo, zasnoval narodno nošo (nationella dräkten) in zgradil Švedsko kraljevo opero. Leta 1772 je ustanovil Kraljevi red Vasa, s katerim so odlikovali Švede za prispevke  k  napredku kmetijstva, rudarstva  in trgovanja. 
Leta 1777 je kot prvi uradno nevtralni državni vladar na svetu priznal Združene države Amerike  med  njihovo vojno za neodvisnost od Velike Britanije. Na strani kolonistov  se je borilo nekaj tisoč švedskih vojakov, večinoma v francoski ekspedicijski vojski. Z osvojitvijo Sv. Bartolomeja leta 1784 je Gustav III. omogočil, čeprav samo simbolično,  obnovitev švedskih prekomorskih kolonij v Ameriki. On sam je veliko zaslužil  s transatlantskim trgovanjem s sužnji.